# Boscovich (cràter)
Boscovich és un cràter d'impacte de la Lluna que ha estat erosionat gairebé del tot per impactes posteriors. Es troba a l'oest-nord-oest del cràter Julius Caesar, i al sud-sud-est del prominent cràter Manilius. La seva plataforma central presenta un espectacular esquerdament.

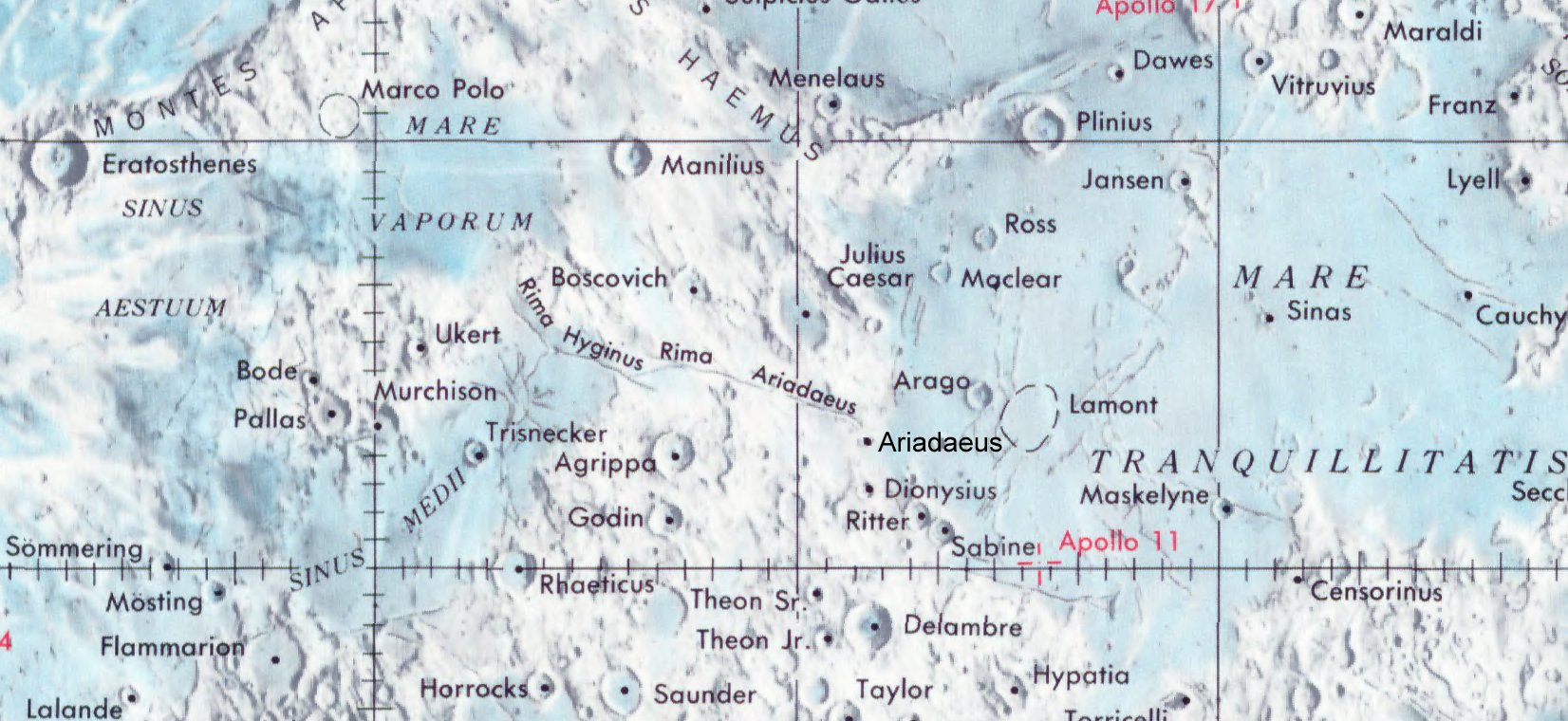
Localització de Boscovich (centre de la imatge)
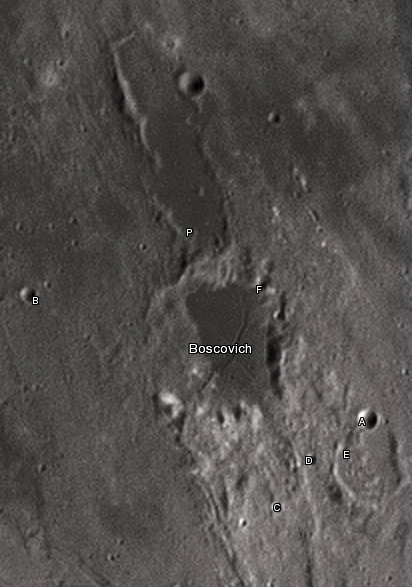
Cràters satèl·lit
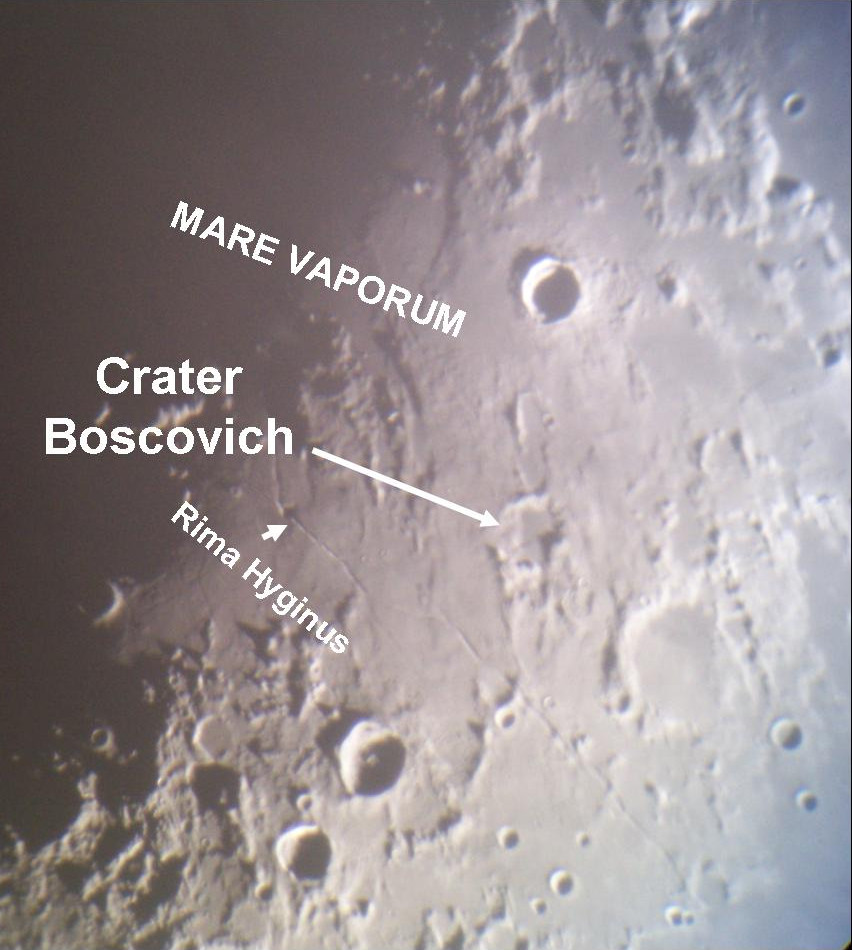
Cràter Boscovich

El sòl del cràter té una albedo baixa, i el to fosc fa que sigui relativament fàcil de reconèixer. La superfície és travessada per un sistema d'esquerdes denominat Rimae Boscovich que s'estén per un diàmetre d'uns 40 quilòmetres. El cràter ret homenatge a Ruđer Josip Bošković.

## Cràters satèl·lit
Per convenció aquests elements són identificats en els mapes lunars posant la lletra en el costat del punt central del cràter que està més proper a Boscovich.
| Boscovich | Coordenades                          | Diàmetre |
| --------- | ------------------------------------ | -------- |
| A         | 9° 30′ N, 12° 36′ E / 9.5°N,12.6°E   | 6 km     |
| B         | 9° 48′ N, 9° 12′ E / 9.8°N,9.2°E     | 5 km     |
| C         | 8° 30′ N, 12° 00′ E / 8.5°N,12.0°E   | 3 km     |
| D         | 9° 00′ N, 12° 12′ E / 9.0°N,12.2°E   | 5 km     |
| E         | 9° 00′ N, 12° 42′ E / 9.0°N,12.7°E   | 21 km    |
| F         | 10° 36′ N, 11° 24′ E / 10.6°N,11.4°E | 5 km     |
| P         | 11° 30′ N, 10° 18′ E / 11.5°N,10.3°E | 67 km    |